# Vanellus melanopterus
O Abibe-d'asa-negra (Vanellus melanopterus) é uma espécie de ave É encontrada na África Ocidental que se encontra desde as terras altas da Etiópia no norte até ao centro do Quénia (espécie V. M. Melanopterus), e novamente nas elevações médias a costeiras em leste da África do Sul (espécie V. m. menor ). É um especialista em habitat de gramíneas curtas em pastagens temperadas bem regadas. Eles podem se deslocar localmente para encontrar situações ideais, geralmente à noite. Em seus bandos voadores bem agrupados, eles se assemelham a tarambolas.

## Descrição
Uma faixa preta no peito separa a cabeça e o pescoço cinza do abibe da parte inferior branca. As coberturas das asas são marrons. Tem uma mancha branca na testa variável, mas proeminente, semelhante ao seu parente próximo, o abibe do Senegal, mas, em contraste, mostra uma barra de asa branca proeminente em voo, cercada por rémiges pretos. As duas espécies também são separadas por suas respectivas preferências de habitat, o abibe do Senegal prefere locais mais baixos, principalmente mais secos.

## Hábitos e criação
The black-winged lapwing behaves somewhat like the similar-sized but more generally occurring crowned lapwing and the two species sometimes occur in mixed flocks.
A cor das pernas fica mais clara durante a época de reprodução da primavera, quando as aves às vezes se movem para altitudes mais altas. Os machos mostram agressão mútua neste momento e estabelecem territórios chamando e exibindo vôos que podem incluir batidas de asas exageradas. Uma fêmea receptiva seguirá o macho em vôo e a cópula pode seguir logo depois. O topo de uma encosta em pastagens queimadas é um local favorito para nidificação.
Os ovos são bastante grandes e de cor escura. A incubação começa quando a embreagem de geralmente 3 está completa. Os adultos se revezam em turnos de cerca de 90 minutos. O forro isolante do ninho é adicionado periodicamente ao ninho bem forrado até que os ovos estejam meio enterrados. Os filhotes eclodem em pouco menos de um mês e precisam de cerca de mais um mês para se tornarem autossuficientes.

## Comida e territórios

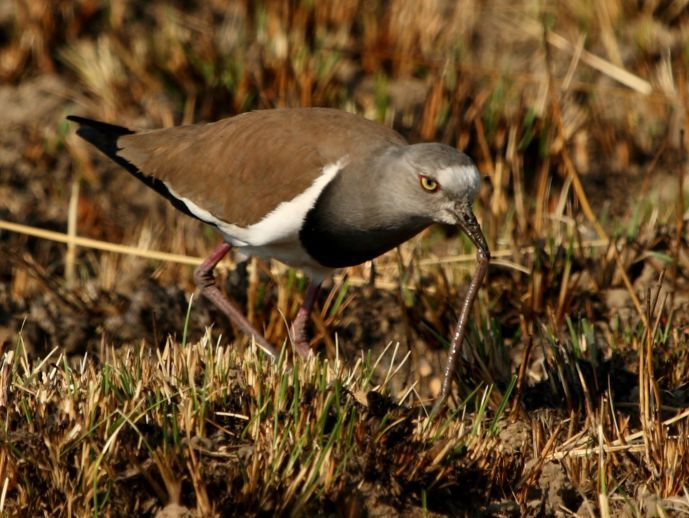
Abibe-de-asa-preta com minhoca na Reserva Natural de Midmar

Abibe-de-asa-preta caça cupins no chão, que constitui uma grande parte de sua dieta. Eles também pegam besouros e formigas tenebrionídeos, e em cativeiro preferem minhocas e larvas de farinha . Os territórios de alimentação de menos de um hectare são defendidos por pequenos grupos dessas aves. Territórios recém-descobertos são defendidos de forma mais agressiva por meio de exibições de ameaças vocais e visuais ou assédio aéreo. Grandes grupos, no entanto, formam bandos não territoriais quando há amplo habitat.

## Estado de conservação
As atividades humanas impactam positivamente e negativamente nesta espécie; não está em perigo. O abibe-de-asa-preta é uma das espécies a que se aplica o Acordo sobre a Conservação das Aves Aquáticas Migratórias Afro-Eurasianas (AEWA).